# Презвитер
Презвитер (грч. πρεσβύτερος = свештеник, старјешина, старац) је служитељ другог степена свештенства. Свештеници презвитери у хришћанским заједницама одређени су за пастире Духом Светим (Дап. 20,28). Они имају пастирску улогу. Презвитере рукополаже епископ. Презвитер прима антиминс од свога епископа, чије име спомиње на Литургији. Презвитер је свештенослужитељ, проповедник и пастир (1Тим. 4,13 ). Он, дакле, води верни народ ка Христу
Презвитери су наследници седамдесеторице апостолских ученика, и у првим вековима Цркве били су помоћници епископа. Презвитери у Српској цркви данас су свештеници који обављају парохијску службу на парохијама широм Српске цркве. Свештеника рукополаже Епископ  на Светој Архијерејској Литургији, а затим га декретом поставља на одређену парохију. Он има право да врши сва богослужења, обреде, молитвословља и Свете Тајне - осим Свете Тајне свештенства (не може да рукополаже) и Свете Тајне јелеосвећења (освећења светог мира). 

## Свештеник
Свештенички ред у хришћанској Цркви је продужетак старозаветног свештенства, и дејствовали су у првобитним хришћанским заједницама формираним од нововерних, проистеклих из Јудаизма у Палестини, где су имали улогу да воде заједнице које су основали Апостоли. Презвитерство је потчињено епископату, по служби и власти, али не и по свом пореклу. Оно, наиме, није производ из епископске службе, него има своју сопствену функцију. Обадве службе врше исти апостолски позив и неодвојиве су од Цркве, али га не врше на исти начин и у истом својству. Епископ и свештеник представљају две допуњујуће и неодвојиве службе, тако да једна не може постојати без друге. У олтару, престо Епископа окружују сапрестоли презвитера, који су саслужитељи и сарадници Епископа. Та се сарадња одвија не само у литургијском делу, него и у пастирској активности. На пример, свештеници су учествовали на помесним саборима, додуше, без права гласа.